# Rúben Micael
Rúben Micael Freitas da Ressureição, född 19 augusti 1986 i Câmara de Lobos, Madeira, känd som Micael, är en portugisisk fotbollsspelare (mittfältare) som spelar för Nacional.
Han blev uttagen i Portugals trupp till EM i fotboll 2012.

## Meriter
Porto
- UEFA Europa League: 2010–11
- Portugisiska ligan: 2010–11
- Portugisiska cupen: 2009–10, 2010–11
- Portugisiska supercupen: 2010, 2011